# محطة رابغ لتحلية المياه
محطة رابغ لتحلية المياه، بدأ إنشاؤها في عام 2017، بدعم فني من مدينة الملك عبد العزيز للعلوم والتقنية والمؤسسة العامة لتحلية المياه المالحة، والتي تعيد تعريف المحافظة على المياه

## مجال عملها
```
تعمل وفق تقنية متطورة لتوفير مصدر مياه محلي 
مستدام
، وتسهم في القضاء على نقص المياه، حيث تعمل المحطة على تحدي الواقع من خلال آخر ابتكارات تحلية المياه، التي أحدثت ثورة في تقنية تحلية مياه البحر في 
المملكة العربية السعودية
```

## مميزاتها
تعد أكبر المميزات البارزة للمشروع، استخدامه للتبريد بالامتصاص البلوري على نطاق صناعي، والذي لا يزيد الكفاءة فحسب، بل يقلل أيضًا من التأثيرات البيئية السلبية من عدم عودة الملح، وتستطيع المحطة إنتاج 5000 متر مكعب من المياه المحلاة و700 كيلوجرام من الملح يوميًا، بينما تستهلك 3.5 ميجاوات فقط من الطاقة الحرارية و1.5 ميجاوات من الطاقة الكهربائية

## نطاق التغطية
المشروع يلبي احتياجات المياه النظيفة لنحو مليون وحدة سكنية في كل من مكة المكرمة وجدة، وتضمن إمدادات مستدامة وموثوقة من المياه لمواطني ومقيمي المدينتين والقرى المجاورة، لا سيما خلال فترات ذروة الطلب في شهر رمضان المبارك وموسم الحج